# Иецавская волость
Ие́цавская волость (латыш. Iecavas pagasts) — одна из территориальных единиц Бауского края Латвии. Административный центром волости является город Иецава (в состав волости не входит).
В 2003 году Иецавская волость Бауского района (до 1949 - Бауского уезда) была преобразована в Иецавский край. Площадь края составляла 311,6 км². Внутреннее деление края на волости отсутствовало.
В 2021 году в результате новой административно-территориальной реформы Иецавский край был вновь преобразован в Иецавскую волость, которая была включена в Бауский край.

## Население
Население на 1 января 2010 года составляло 9818 человек.

### Национальный состав
Национальный состав населения края по итогам переписи населения Латвии 2011 года был распределён таким образом:
| Национальность | Численность, чел. (2011) | %        |
| -------------- | ------------------------ | -------- |
| Латыши         | 6801                     | 75,07 %  |
| Русские        | 1395                     | 15,40 %  |
| Белорусы       | 288                      | 3,18 %   |
| Украинцы       | 172                      | 1,90 %   |
| Поляки         | 89                       | 0,98 %   |
| Литовцы        | 202                      | 2,23 %   |
| Другие         | 112                      | 1,24 %   |
| всего          | 9059                     | 100,00 % |